# Alfaprocessen
Alfaprocessen är en form av fusion där en heliumkärna (alfapartikel) smälter samman med en tyngre atomkärna. Processen sker endast under de höga tryck och temperaturer, som råder i tunga stjärnors jättefas. 
Det förekommer två former av nukleosyntes i stjärnor, där helium fusionerar till tyngre ämnen. Den ena är trippel-alfa-processen där tre heliumkärnor sammansmälter till en kolkärna. Den andra är alfaprocessen, som är en fortsättning på trippel-alfa-processen, där helium fusionerar med kol och andra tyngre atomkärnor och skapar successivt tyngre grundämnen. Grundämen som skapas av (trippel-alfa-processen) och den efterföljande alfaprocesser är: (C, N), O, Ne, Mg, Si, S, Ar, Ca, Ti.
När en alfapartikel fusionerar med en tyngre atomkärna så frigörs ca 4 MeV. Ju tyngre ämnen som skapas, desto mer energi går åt för att fusionen skall kunna ske. En gräns går vid atomkärnor med 56 nukleoner. Skapas tyngre ämnen än järn genom fusion, så går det åt mer energi än vad som avges vid fusionen. Stjärnan kommer att avkylas och falla samman i en supernovaexplosion. 

## Alfaprocesser
12C + 4He → 16O + γ + 7,16 MeV

16O + 4He → 20Ne + γ  + 4,73 MeV

Och så vidare...
Steg 1: En kolkärna slås samman med en heliumkärna och bildar syre-16

Steg 2: En syrekärna slås samman med en heliumkärna och bildar neon-20.

Steg 3+: Alfaprocessen kan fortgå i tunga stjärnor till dess att järntoppen nås. Det innebär att om en atomkärna med fler än 56 nukleoner bildas, så åtgår mer energi vid fusionen än vad som frigörs. Kärnprocessen, som behöver tryck och värme, kommer inte att kunna fortgå utan stannar av. I massiva stjärnor kommer avkylningen att leda till stjärnans undergång, då den faller samman och exploderar som supernova.